# Chris Amon Racing
Pour les articles homonymes, voir Chris Amon et Amon (homonymie).
Chris Amon Racing est une écurie de Formule 1 fondée par le pilote de Formule 1 néo-zélandais Chris Amon en 1974. Les Amon n'ont été engagées qu'à cinq reprises au cours de la saison 1974 et n'ont décroché leur qualification qu'en seulement deux occasions (Espagne et Monaco) et pris le départ d'un seul Grand Prix du championnat du monde (Espagne). La meilleure qualification d'une Amon est une 23e place et elles n'ont jamais reçu le drapeau à damiers.

## Historique

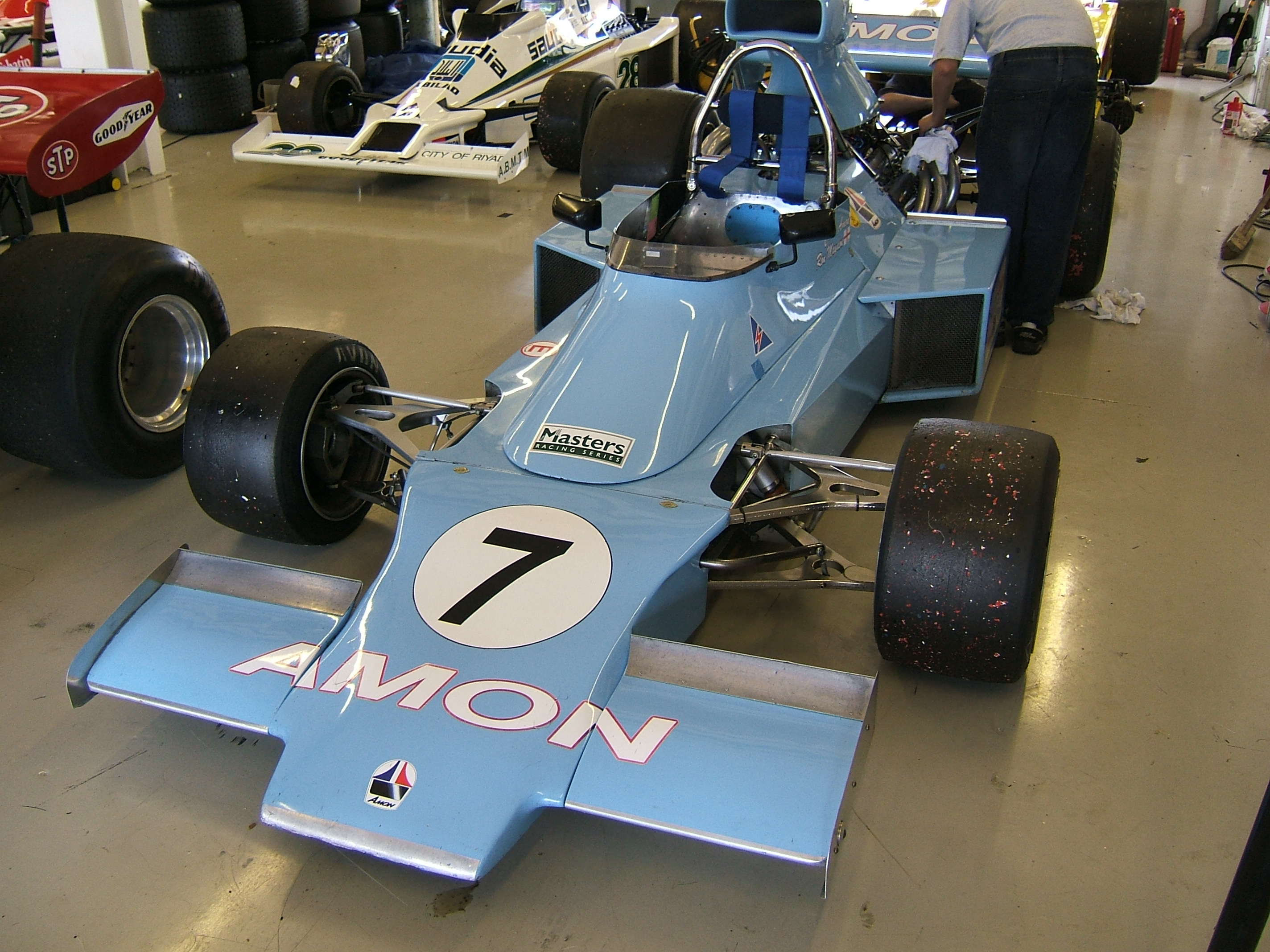
L'Amon AF101 à Silverstone en juin 2007 durant le Silverstone Classic Meeting.

À la fin de saison 1972, Chris Amon quitte l'écurie Matra Sports et cherche un volant pour disputer le championnat 1973. Mais à cette période, il lui est très difficile d'en trouver un et il doit courir dans la modeste écurie italienne Tecno en fin de la saison 1973. Conscient de la difficulté de trouver un volant, il décide alors de se lancer dans la conception de sa propre voiture : avec l'aide de Gordon Fowell et du financement de John Dalton, il entreprend la construction de la AF101.
La monoplace est une synthèse de March 731 (au niveau de la boîte à air) et de Lotus 72E (au niveau des barres de torsion et des radiateurs latéraux) et est construite sur la base d'un châssis monocoque en aluminium avec réservoir situé entre le cockpit et le moteur V8 Ford Cosworth DFV. Amon réussit à se qualifier en 23e place à son volant lors du Grand Prix d'Espagne mais abandonne au 22e tour à la suite d'une rupture des freins. La monoplace montre rapidement ses limites puisqu'elle rencontre de nombreux problèmes en qualifications. En Belgique, Amon ne peut pas courir car la voiture n'est pas disponible à temps. A Monaco, le pilote néo-zélandais se qualifie honorablement compte tenu des capacités de sa monture (en 20e place) mais ne prend pas part à l'épreuve à cause d'un problème technique. Au Grand Prix d'Allemagne disputé sur le grand Nürburgring, les deux AF101, de Larry Perkins et Chris Amon, malade ce jour-là, signent les deux derniers temps des qualifications (Perkins à 22 secondes du dernier qualifié et Amon à plus d'une minute) et ne peuvent prétendre à prendre le départ. Les Amon font l'impasse sur le Grand Prix d'Autriche puis, à  Monza, Amon, seul engagé, est à nouveau hors du coup à 2 secondes du dernier qualifié, Henri Pescarolo. Chris Amon, conscient des limites de sa monoplace, prend le départ du Grand Prix du Canada depuis l'avant-dernière place de la grille, mais au volant d'une BRM. Chris a, également, participé à la BRDC International Trophy de la même année, sans succès.

## Résultats en championnat du monde de Formule 1
| Saison | Écurie            | Châssis    | Moteur           | Pneus     | Pilotes                  | Grands Prix disputés | Points inscrits | Classement |
| ------ | ----------------- | ---------- | ---------------- | --------- | ------------------------ | -------------------- | --------------- | ---------- |
| 1974   | Chris Amon Racing | Amon AF101 | Ford-Cosworth V8 | Firestone | Chris Amon Larry Perkins | 4                    | 0               | 0          |

| Saison | Écurie            | Châssis | Moteur               | Pneumatiques | Pilotes       | Courses | Courses | Courses | Courses | Courses | Courses | Courses | Courses | Courses | Courses | Courses | Courses | Courses | Courses | Courses | Points inscrits | Classement |
| Saison | Écurie            | Châssis | Moteur               | Pneumatiques | Pilotes       | 1       | 2       | 3       | 4       | 5       | 6       | 7       | 8       | 9       | 10      | 11      | 12      | 13      | 14      | 15      | Points inscrits | Classement |
| ------ | ----------------- | ------- | -------------------- | ------------ | ------------- | ------- | ------- | ------- | ------- | ------- | ------- | ------- | ------- | ------- | ------- | ------- | ------- | ------- | ------- | ------- | --------------- | ---------- |
| 1974   | Chris Amon Racing | AF101   | Ford-Cosworth DFV V8 | Firestone    |               | ARG     | BRÉ     | AFS     | ESP     | BEL     | MON     | SUÈ     | P-B     | FRA     | GBR     | ALL     | AUT     | ITA     | CAN     | USA     | 0               | Non classé |
| 1974   | Chris Amon Racing | AF101   | Ford-Cosworth DFV V8 | Firestone    | Chris Amon    |         |         |         | Abd     | Forf    | Np      |         |         |         |         | Nq.     |         | Nq.     |         |         | 0               | Non classé |
| 1974   | Chris Amon Racing | AF101   | Ford-Cosworth DFV V8 | Firestone    | Larry Perkins |         |         |         |         |         |         |         |         |         |         |         |         | Nq.     |         |         | 0               | Non classé |

Légende : ici 